# Mahdi-Armee
Die Mahdi-Armee (arabisch جيش المهدي Dschaisch al-Mahdi, DMG Ǧaiš al-Mahdī, auch Jaish al-Mahdi – JAM), heute bekannt als Friedenskompanien (سرايا السلام, DMG Sarāyā s-Salām), ist eine irakische paramilitärische Streitkraft, die im Juni 2003 von dem irakischen schiitischen Geistlichen Muqtada as-Sadr begründet wurde.

## Geschichte
Die Gruppe wurde international bekannt, als sie  am 18. April 2004 die Speerspitze der ersten großen bewaffneten Konfrontation von Schiiten mit den US-geführten Besatzungstruppen darstellte. Infolgedessen wurden von al-Sadr herausgegebene Zeitungen verboten und es gab Versuche, ihn festzunehmen. Nach dem Waffenstillstand vom 6. Juni gab es Bestrebungen, die Gruppe aufzulösen bzw. as-Sadrs Bewegung in eine politische Partei umzuformen, welche dann an den Wahlen 2005 teilnehmen sollte. Muqtada as-Sadr wies die Kämpfer der Mahdi-Armee an, sich an die Waffenruhe zu halten, sofern sie nicht zuerst angegriffen werden. Der Waffenstillstand endete im August 2004 nach provokativen Handlungen seitens der Mahdi-Armee, bei der sich neue Feindseligkeiten entluden.
Die Nationalpartei Unabhängiger Kader und Eliten (National Independent Cadres and Elites Party), eine schiitische Partei im Irak, weist enge Verbindungen mit as-Sadrs Armee auf.
Nach einer Festnahmewelle durch die staatlichen irakischen Sicherheitskräfte löste sich die Mahdi-Armee auf, gründete sich allerdings 2014 als „Friedenskompanie“ wieder, um innerhalb der Volksmobilmachung gegen den Islamischen Staat in der Schlacht um Tikrit zu kämpfen. Der Mahdi-Armee werden enge Verbindungen zur 2017 erstmals auffällig gewordenen Gruppierung Al Salam 313 nachgesagt.

## Name
Der Name Dschaisch al-Mahdī hat einen endzeitlichen Beiklang: In der schiitischen Theologie ist der Mahdi der Messias, der dem Masīh (arabisch: der Gesalbte; Christus) beistehen soll, den Daddschāl zu vernichten und ein weltweites islamisches Kalifat zu begründen, in Vorbereitung für den Yaum al-Qiyāma, den „Tag der Auferstehung“.